# Pravoslavný chrám svatého Cyrila a Metoděje (Praha)
Chrám svatých Cyrila a Metoděje je od roku 1935 pravoslavný katedrální kostel, hlavní chrám Metropolitní rady České pravoslavné eparchie. Postaven byl ve 30. letech 18. století jako barokní římskokatolický kostel sv. Karla Boromejského, roku 1783 byl zrušen a sloužil pak nenáboženským účelům. V roce 1942 byl dějištěm posledního odporu československých parašutistů, atentátníků na nacistického prominenta Reinharda Heydricha. Chrám je situován na rohu ulic Resslovy a Na Zderaze na Novém Městě pražském. Ze severovýchodu zasahuje na dvůr ČVUT.

## Stavba

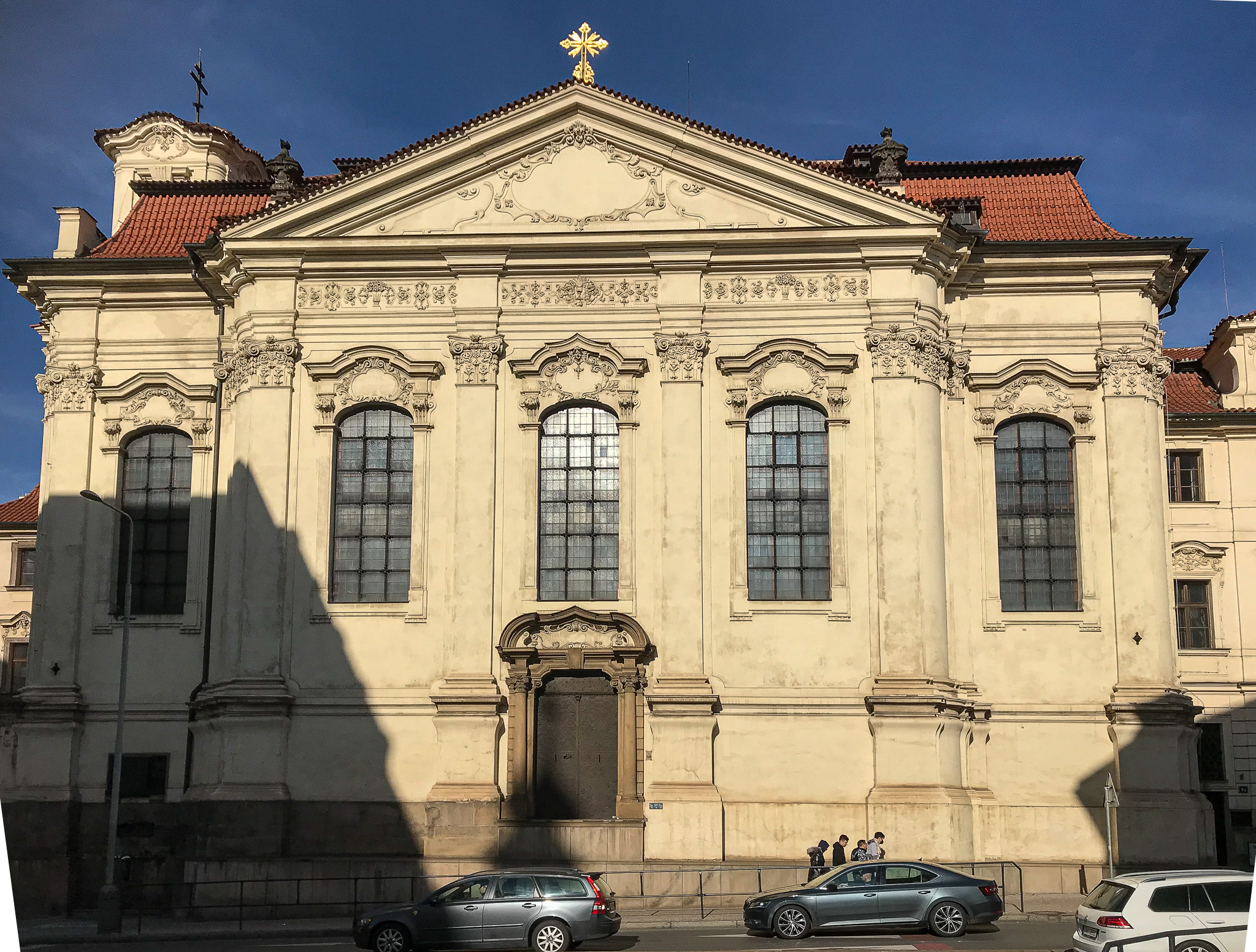
Chrám z Václavské ulice

Budova kostela je dílem barokních architektů Kiliána Ignáce Dientzenhofera a Pavla Ignáce Bayera z let 1730 až 1736. Jde o významnou jednolodní sálovou stavbu s postranními emporami, drobnou věžičkou v průčelí a sedlovou střechou. Původně byl zasvěcen patronu nemocných sv. Karlu Boromejskému. Římskokatolický chrám byl součástí sousedního ústavního domova pro kněze na penzi, který byl roku 1783 zrušen a proměněn v kasárna a skladiště. V roce 1866 se budova stala součástí ČVUT. Dne 29. září 1935 byl kostel slavnostně zasvěcen sv. Cyrilu a Metodějovi a stal se sídlem pravoslavného biskupa Gorazda (občanským jménem Matěj Pavlík).
Kostel stojí na břidlicové skále, která se dnes jeví jako tři až čtyři metry vyvýšená terasa oproti niveletě ulice a protějším stavbám. Je to důsledek asanace staré Prahy, při níž v 80. až 90. letech 19. století došlo ke sloučení někdejší osady Zderaz s přilehlým Novým Městem odbourání skály a demolici okrsku zrušené státní trestnice (předtím kláštera augustiniánů bosáků) a k terénním úpravám, při nichž byla proražena dnešní Resslova ulice.

## Dějiny místa a kostela

### Místo a pověst
Podle ústní tradice měl na místě dnešního chrámu stát malý kostelík, který dal vystavět kníže Bořivoj I. a zasvětit svému křtiteli, sv. Metodějovi. Ve skutečnosti místní jméno Na Zderaze bylo odvozeno z vlastního jména Zderad držitele pozemku, velmože a družiníka Přemyslovců, který byl roku 1091 zabit během obléhání Brna. Není jasné,kde přesně byl pochován. Zderadovo jméno se tradovalo i v pozdějších majetkoprávních listinách a přešlo do názvu osady Zderaz a ulice Na Zderaze, která přímo obklopuje kostel ze západní a jižní strany. Pověst o Cyrilu a Metodějovi byla tradována až do doby barokní.

### Středověk
Od roku 1115 měl osada Zderaz na předměstí Prahy a při dálkové cestě mezi Pražským hradem a Vyšehradem svůj kostel, pravděpodobně patronů svatého Petra a Pavla. Když přešla do majetku bratrů Hrabiše a Slavka z rodu Hrabišiců, povolali před rokem 1188 rytířský řád křižovníků – Strážců Božího hrobu řehole svatého Augustina (se znamením dvojramenného patriaršího kříže), kteří vystavěli Zderazský klášter s raně gotickým konventním kostelem sv. Petra a Pavla (situovaným severovýchodně od kostela sv. Karla Boromejského) a s farním kostelem sv. Václava, dodnes stojícím na původní skále na nároží ulic Resslovy a Dittrichovy. Hrabišův syn Kojata pak svou závětí z roku 1227 odkázal zdejší pozemky klášteru.
Za husitských válek byl Petropavelský kostel vážně poškozen, zachovala se pouze část kůru. Existence svatyně na místě dnešního chrámu sv. Cyrila a Metoděje však nebyla archeologicky prokázána.

### Baroko

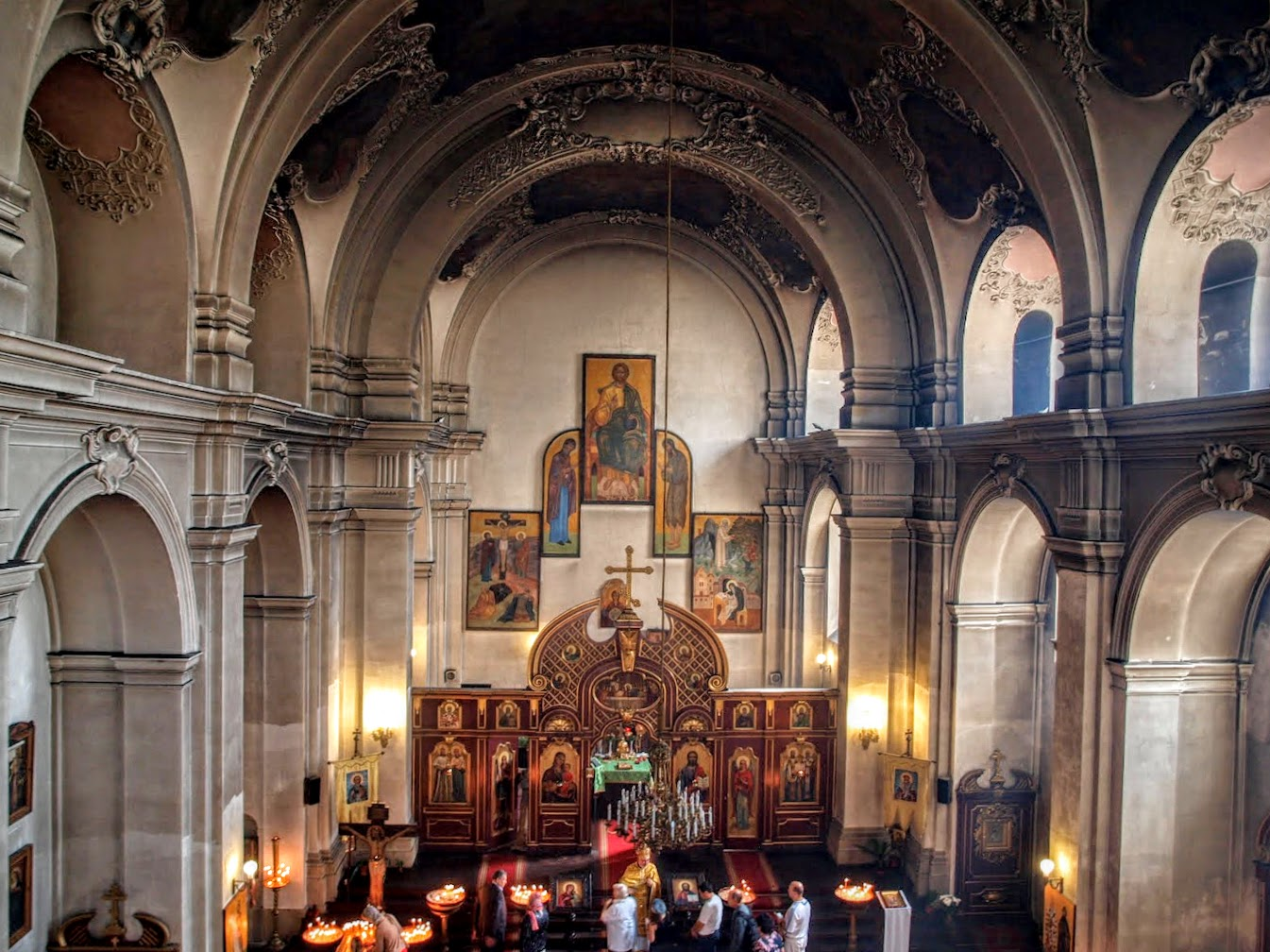
Interiér chrámu

Po husitských válkách klášter živořil a rozprodal část pozemků na měšťanské domy. Nový konvent byl zbudován po roce 1642 augustiniány východně od dnešní Resslovy ulice. Ve volné části klášterní zahrady dal roku 1705 pražský arcibiskup Jan Josef Breuner zřídit domov pro emeritní kněze, vedle něhož byl po roce 1730 vystavěn také římskokatolický kostel sv. Karla Boromejského. Stavba byla zahájena pod vedením projektanta Pavla Ignáce Bayera, avšak po jeho smrti v roce 1733 vedení stavby převzali nejprve architekt a stavitel Kristián Spannbruker, a po něm Kilián Ignác Dientzenhofer, který detaily projektu změnil a budovu roku 1740 dokončil. Na štukatérské výzdobě se v roce 1739 podílel i Michal Ignác Palliardi (1702–1751).
Kostel byl zasvěcen italskému světci a patronu nemocných a trpících, sv. Karlu Boromejskému, milánskému arcibiskupovi z let 1538–1584. Kamenosochařskou výzdobu vytvořil sochař František Devoty, dochovaly se například alegorické sochy Víry a Spravedlnosti nad hl. vchodem.
Kostel byl spojen s domovem pro vysloužilé římskokatolické kněze, a jeho patrová podzemní Krypta s výklenky pro hroby plnila funkci kněžského pohřebiště.

## Zrušení kostela
Kostel i domov byly zrušeny 12. ledna 1783 v rámci reforem císaře Josefa II. vnitřní zařízení bylo z velké části rozprodáno. Například hlavní oltář byl přestěhován do kostela v Kozmicích u Benešova. Budovy byly přeměněny roku 1785 na vojenské skladiště a kasárna. Od roku 1869 byl komplex užíván Českou technikou jako České technologické centrum. Uvažovaný projekt na aulu pro matematiky se tehdy neuskutečnil. Roku 1885 byla terénní úroveň Resslovy ulice snížena, což zvýšilo niveau kostela a bylo třeba na zvýšené terase přistavět zídku s mříží.

### 20. století – pravoslaví
Když stál biskup Gorazd v roce 1921 u zrodu České pravoslavné církve, začal společně s církevními představiteli hledat vhodný existující, avšak nevyužívaný kostel pro novou katedrálu. 29. července 1933 československá rada ministrů na žádost České pravoslavné eparchie (diecéze) poskytla české církvi k dlouhodobému užívání někdejší římskokatolický kostel sv. Karla Boromejského na rohu ulic Resslova a Na Zderaze. Dlouhodobý pronájem zahrnoval povinnost četných úprav, které Česká eparchie na kostele provedla, včetně nového vchodu a renovací interiéru.
Obřad vysvěcení prvního pravoslavného chrámu v Praze se konal 28. září 1935 na svátek českého světce sv. Václava. Původní datum 14. října 1934 bylo odloženo z pietních důvodů, neboť tehdy byl spáchán atentát na krále Alexandra I. Karađorđeviće, který patřil mezi významné mecenáše české pravoslavné církve (podílel se materiálně například na výstavbě pražského chrámu Zesnutí Přesvaté Bohorodice na Olšanských hřbitovech). Vysvěcení provedl biskup Gorazd za asistence srbského metropolity Dositeje, zakarpatského biskupa Damaskina a ruského biskupa Sergije. Katedrála byla zasvěcena svatým Cyrilu a Metodějovi, kteří původně přinesli slovanské křesťanství na Velkou Moravu, a od nichž církev v českých zemích vzešla. Ostatky obou svatých, mučedníka sv. Averka a srbského arcibiskupa sv. Arsenije, jsou pohřbené pod oltářem. Jako první obraz byla na severní stěnu lodi umístěna olejomalba Snímání z kříže od jihoslovanského malíře Cetkoviće, datovaná letopočtem 1927.

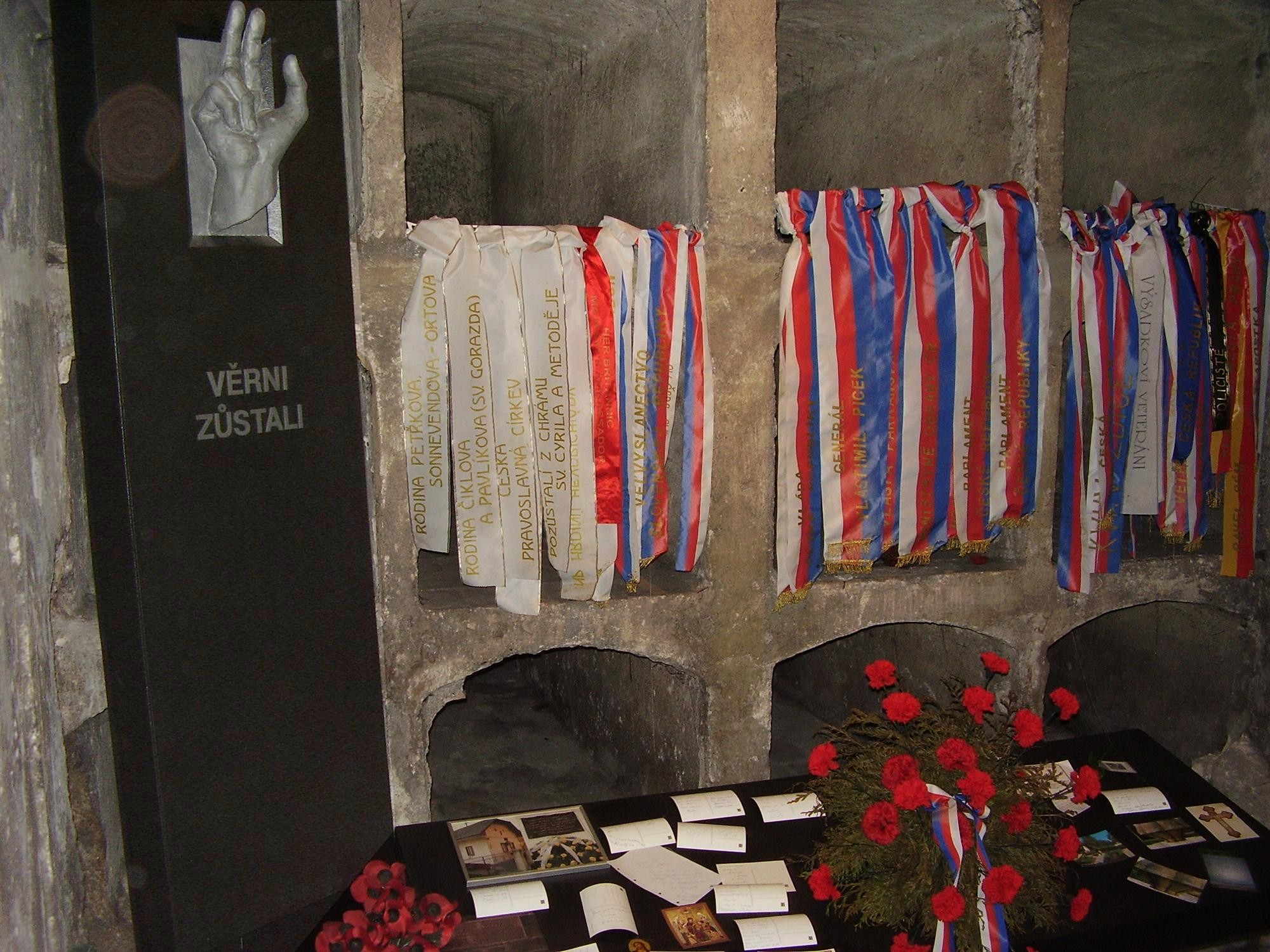
Památník parašutistům v kryptě kostela

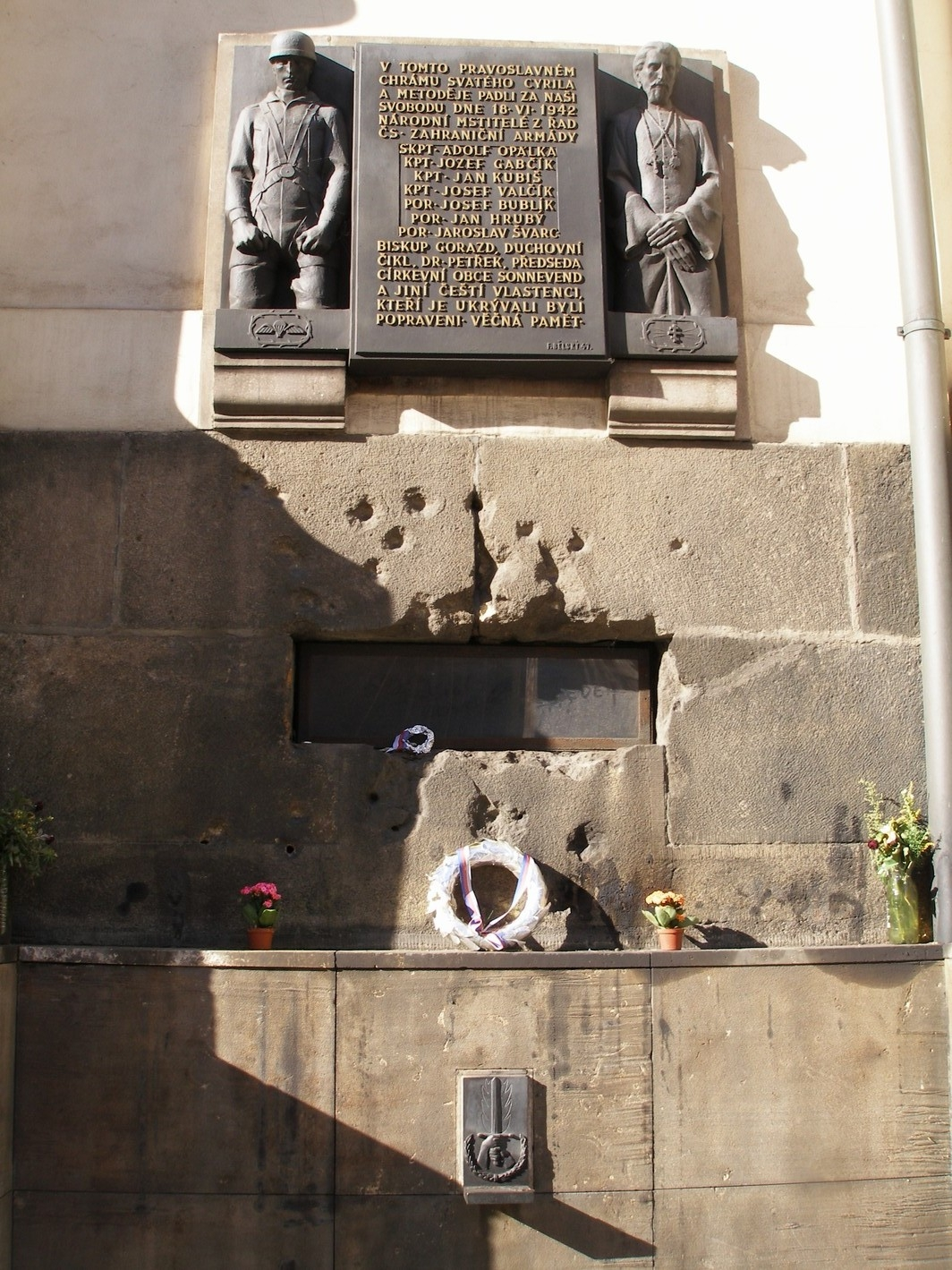
Památník parašutistům a duchovním, kteří zde v roce 1942 zahynuli, je umístěn na vnější straně kostela z ulice Resslova, jsou na něm patrné zářezy od kulek z německých kulometů

Od svého vysvěcení byla pražskými deníky katedrála sv. Cyrila a Metoděje spojována s minulostí obou byzantských misionářů sv. Cyrila a Metoděje. Zmiňovali, že Metoděj byl přímo na tomto místě, když předsedal bohoslužbě, při níž byl pokřtěn první český kníže Bořivoj I. a jeho žena Ludmila, podle východního církevního ritu. Tisk dále psal, že Česká pravoslavná církev považuje knížete a jeho manželku za členy svých řad, stejně jako svatí Cyril a Metoděj patří k církvi. Prvním knězem pověřený funkcí faráře byl otec Petr Kauer, společně s Vladimírem Petřekem, jeho asistentem. 11. srpna 1937 otec Petr zemřel a byl nahrazen otcem Václavem Čiklem 31. ledna 1938.

### Druhá světová válka
Za německé nacistické okupace se chrám sv. Cyrila a Metoděje významně zapsal do novodobých československých dějin. Byl dějištěm posledního odporu skupiny příslušníků československého zahraničního odboje, kteří se podíleli na realizaci atentátu na zastupujícího říšského protektora Reinharda Heydricha. Po dokončení operace Anthropoid 27. května 1942, ve spolupráci s domácím nekomunistickým odbojem poskytl Jan Sonnevend a jeho pravoslavný farář ThDr. Vladimír Petřek sedmi československým parašutistům úkryt v kryptě pod chrámem. Byli to tito vojáci, hrdinové: Adolf Opálka, Jozef Gabčík, Jan Kubiš, Josef Valčík, Josef Bublík, Jan Hrubý a Jaroslav Švarc.
Původně se zde měla skupina ukrývat jen krátce, ale Karel Čurda, jeden z parašutistů z výsadku Out distance, později konfident gestapa, jejich úkryt prozradil fašistům dříve, než tato skupina mohla uniknout. Dne 18. června byla katedrála obklíčena 800 příslušníky gestapa. Rozkaz zněl dostat parašutisty živé. Tři z nich padli při obraně hlavní lodi katedrály. Poté, co gestapo odhalilo úkryt v kryptě chrámu, následovalo dobývání krypty. Čtyři Češi se nevzdali a bojovali v kryptě až do posledních čtyř nábojů, které si nechali pro sebe. Z vnější strany chrámu i v interiéru (na zábradlí a na podlaze kůru) jsou dodnes patrné zářezy od střel z německých zbraní.
Biskup Gorazd se ještě pokusil o ukončení nacistického teroru, který následoval po atentátu, tím, že se rozhodl pro sebeobětování. Napsal několik dopisů, předsedovi protektorátní vlády, ministrovi školství a do kanceláře říšského protektora, přičemž vzal veškerou odpovědnost za ukrývání parašutistů na sebe a byl připraven podstoupit jakýkoli trest včetně smrti, jen aby zachránil své kolegy. Dne 25. června byl uvězněn a tehdy vyhlášené stanné právo postihlo všechny včetně jeho. Represálie na obyvatelstvu však pokračovaly, byla zničena obec Lidice 10. června 1942, kde všichni muži byli zastřeleni, ženy a děti poslány do koncentračních táborů. Jen 17 dětí bylo deportováno do Říše na převýchovu. Celá vesnice byla vypálena a srovnána se zemí. Čtrnáct dní na to 24. června byla nacisty vypálena obec Ležáky jako odplata za pomoc parašutistům ze skupiny Silver A ve složení Alfréd Bartoš, Josef Valčík a Jiří Potůček. Při zásahu v Ležácích nacisté ihned zavraždili 33 obyvatel – 18 žen a 15 mužů. Dalších sedm lidí z osady a víc než třicet spolupracovníků parašutistů zastřelili 25. června a 2. července 1942. Jedenáct ležáckých dětí našlo smrt v plynovém voze v polském Chelmnu 25. července 1942. Přežily jen sestry Šťulíkovy, které byly fašisty poslány do Německa na "převýchovu".
Soud se členy České pravoslavné církve se konal 3. září 1942. Biskup Gorazd, farář Čikl a předseda rady starších Sonnevend byli odsouzeni k trestu smrti a zastřeleni na Kobyliské střelnici 4. září 1942. O den později byl na stejném místě popraven Dr. Petřek. Za napomáhání parašutistům bylo tehdy 262 Čechů uvězněno, transportováno do koncentračního tábora Mauthausen a tam 24. října 1942 zastřeleno, a to včetně devíti členů katedrální kongregace pravoslavné církve, jimiž byli: Marie Čiklová, manželka děkana, Marie Gruzínová, sekretářka biskupa Gorazda, Marie Sonnevendová, manželka předsedy rady, Ludmila Ryšavá, členka sboru a dcera předsedy rady, Václav Ornest, kostelník, jeho manželka Františka Ornestová a dcera Miluše Ornestová, členka sboru a sdružení mládeže, dále Karel Louda, člen sboru, a Marie Loudová, členka sboru a sdružení mládeže. Pravoslavná církev tehdy ztratila 13 osob. Další popravy následovaly v Mauthausenu v lednu a únoru 1943 (32 osob).
Říšský protektor pro Čechy a Moravu vydal 27. září 1942 výnos, jímž se s okamžitou platností uzavíraly všechny české pravoslavné kostely a zabavil jejich majetek. Pravoslavní kněží byli odvlečeni na nucené práce do Německa, čímž byla tehdejší česká pravoslavná církev prakticky zničena.

### Po roce 1945
S koncem války v roce 1945 byla zdevastovaná katedrála navrácena zbylým pravoslavným věřícím. První bohoslužba se konala 13. května 1945 na nádvoří před budovou chrámu, na němž započaly rekonstrukční práce. 17. června 1945, při třetím výročí tzv. "heydrichiády", se v přeplněné katedrále konala první komemorativní bohoslužba za oběti teroru. Katedrála byla znovu vysvěcena 5. července 1947, neboť útokem gestapa v roce 1942 byla znesvěcena. Roku 1946 byl byt umučeného kostelníka Václava Ornesta přeměněn v kapli jako památník biskupa Gorazda a byl vysvěcen 12. listopadu 1947. Dne 28. října 1947 byla odhalena bronzová pamětní deska, ozdobená plastikami portrétů parašutistů, kteří zahynuli v katedrále a biskupa Gorazda, umístěná na vnější zdi katedrály. Biskup Gorazd byl 4. září 1987 svatořečen.

### Po roce 1989

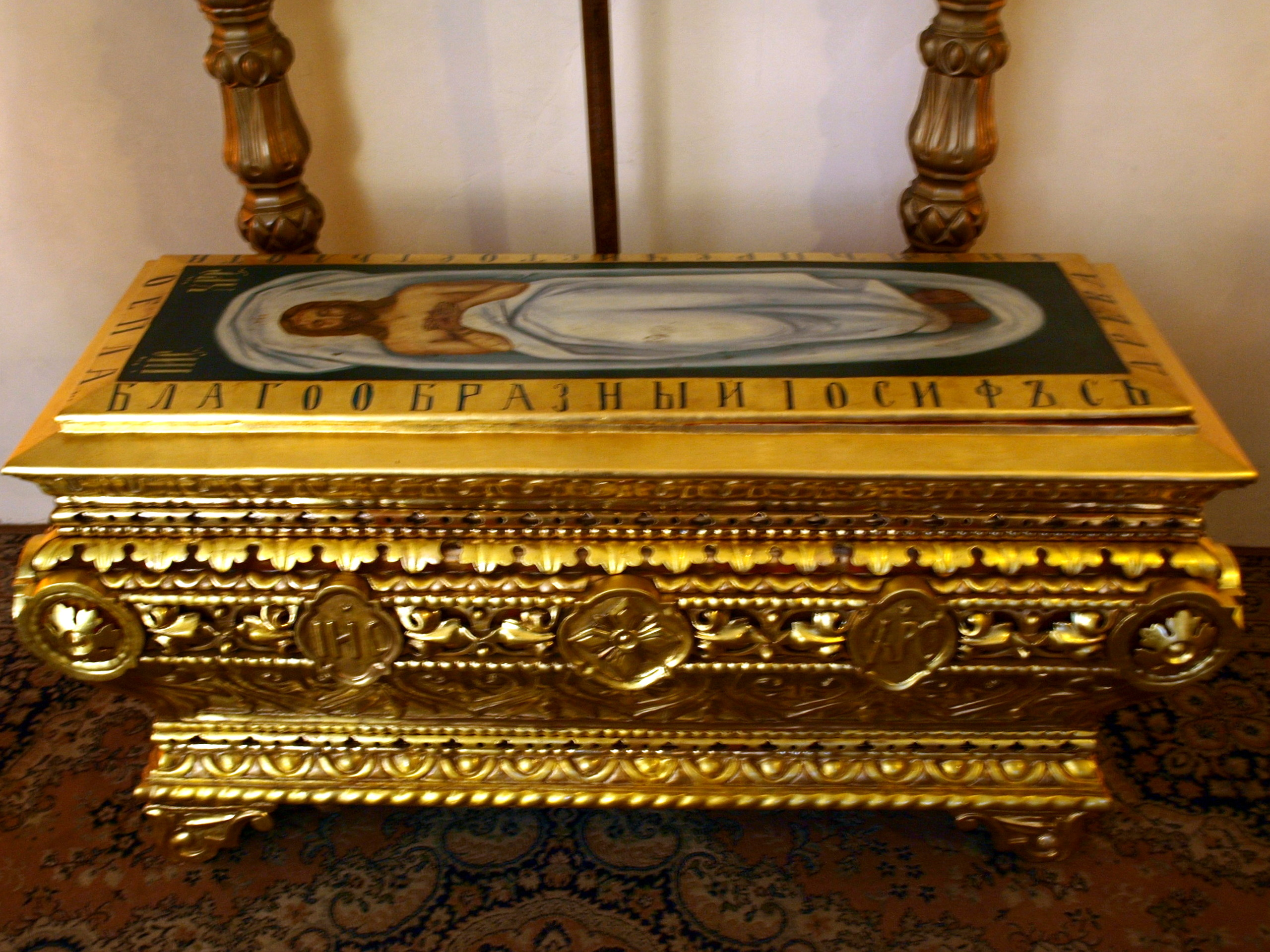
Symbolický Boží hrob v chrámu

Po roce 1989 byla katedrála zrenovována, také díky nové komunitě věřících z Běloruska, Ruska a Ukrajiny. Vnitřek je vyzdoben podle zásad ikonografie pravoslaví, s obnoveným ikonostasem a ikonami. Pravidelně 18. června je každým rokem sloužena vzpomínková bohoslužba na paměť obětí heydrichiády. Roční vzpomínková akce vyvrcholila ve vyhlášení pravoslavné katedrály svatého Cyrila a Metoděje za Národní památník hrdinů heydrichiády – Místo usmíření. To se uskutečnilo při příležitosti 60. výročí, původního vysvěcení kostela na první českou pravoslavnou katedrálu 28. září 1995.
V roce 1998 proběhla rekonstrukce interiéru chrámu, což připomíná kovová pamětní tabulka s textem:
| „ | L.P. 1998 O REKONSTUKCI INTERIERU PRAVOSLAVNÉHO KATEDRÁLNÍHO CHRÁMU SV. CYRILA A METODĚJE V PRAZE SE ZASLOUŽILI: BETTAS ENGINEERING, STAVEBNÍ SPOLEČNOST NÁCHOD MAGISTRÁT HLAVNÍHO MĚSTA PRAHY PŘEDSTAVENÝ A DUCHOVNÍ SPRÁVCE KATEDRÁLY PROTOPRESBYTER ThDr. JAROSLAV ŠUVARSKÝ | “ |

V současnosti funguje jako katedrální chrám pražské eparchie české pravoslavné církve. Bohoslužby se zde konají: večerní – každou sobotu od 17 hodin a nedělní v 9.30 hodin. Kromě toho se konají bohoslužby podle církevního kalendáře.
V květnu 2012 byl částečně nově bíle vymalován interiér chrámu.
Duchovním správcem chrámu je od roku 2016 arcibiskup pražský a českých zemí Michal.
Roku 2019 byl kostel prohlášen za národní kulturní památku.

## Národní památník obětí heydrichiády – místo smíření
Chrám byl také prohlášen za Místo česko-německého smíření. V roce 1995 založil Jaroslav Šuvarský s manželkou Evou při katedrálním chrámu sv. Cyrila a Metoděje "Národní památník obětí heydrichiády – místo smíření". Od roku 2017 má "Národní památník hrdinů heydrichiády" ve správě Vojenský historický ústav Praha (VHÚ). Expozice sleduje dějinný vývoj od Mnichovské dohody, přes vznik protektorátu Čechy a Morava, nástup Reinharda Heydricha k moci, k přípravám a provedení operace Anthropoid, až k boji v kostele a kryptě sv. Cyrila a Metoděje. Součástí památníku a expozice je krypta. Nacházejí se v ní busty sedmi československých výsadkářů-hrdinů, jejichž autorem je akad. soch. Milan Benda.
Dne 26. srpna 2021 navštívil Frank-Walter Steinmeier, jako první německý prezident, Národní památník hrdinů heydrichiády. V pražské Resslově ulici uctil památku československých výsadkářů, kteří padli v boji s nacisty po atentátu na zastupujícího říšského protektora Reinharda Heydricha.

## Pomník Obětem 2. světové války
V roce 2010 byl zhotoven a v lednu následujícího roku slavnostně odhalen na terase kostela pomník spolupracovníků parašutistů a jejich rodinných příslušníků, kteří byli popraveni v německém koncentračním táboře Mauthausenu. Pomník je dílem české sochařky Marie Šeborové, francouzského sochaře Jeana-Paula Chablaise a písmokameníka Pavla Tošnara.

## Galerie

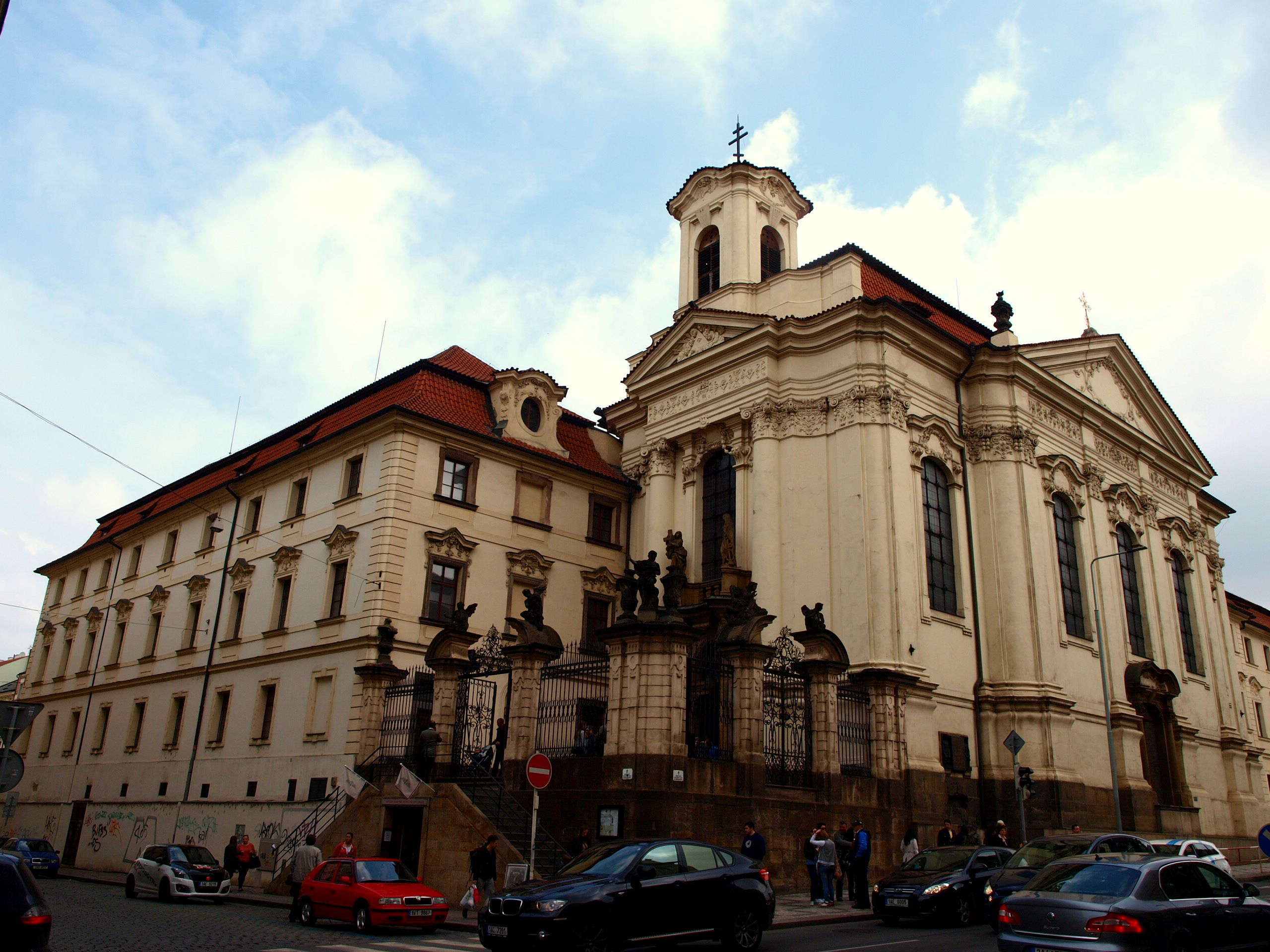
Chrám svatého Cyrila a Metoděje s přilehlou budovou
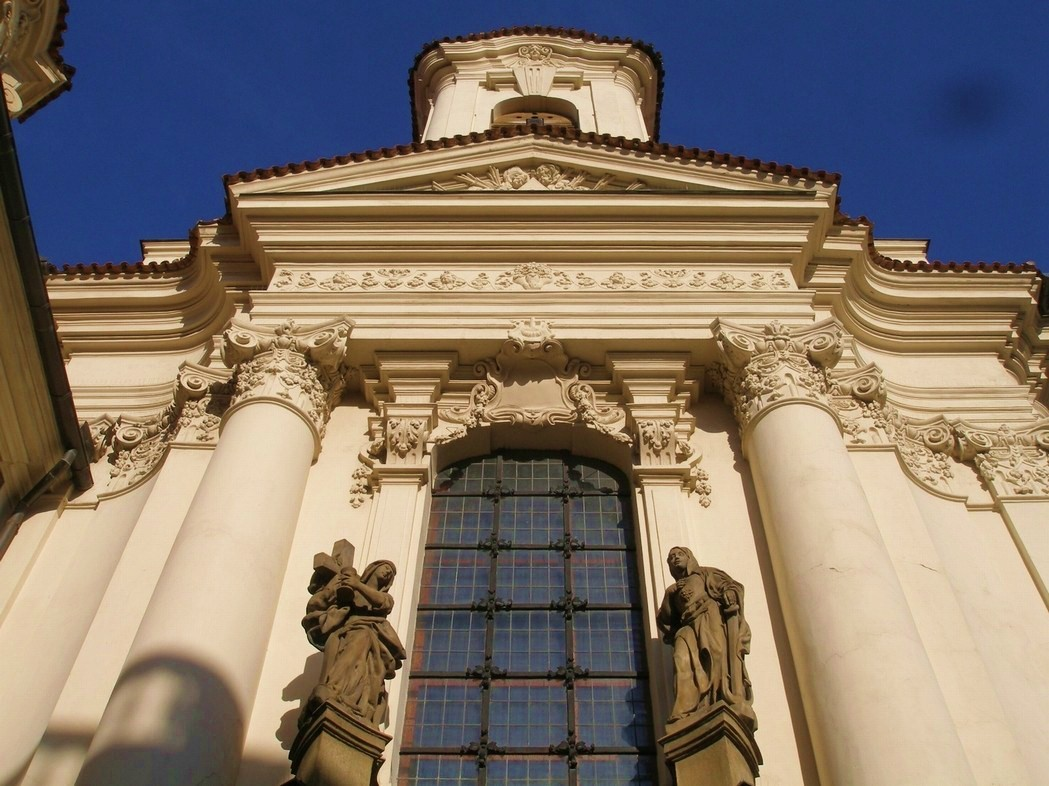
Portál chrámu
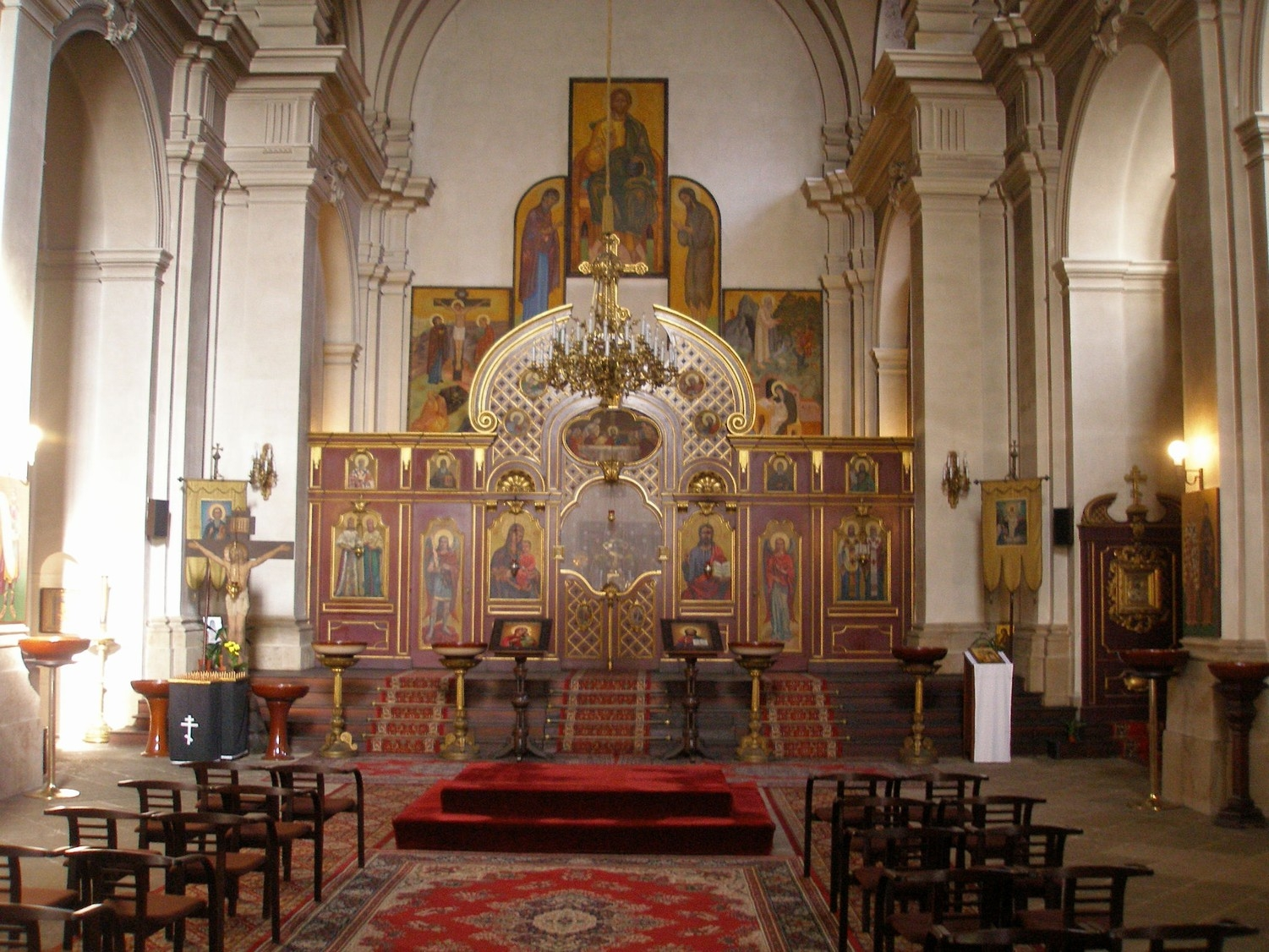
Interiér chrámu
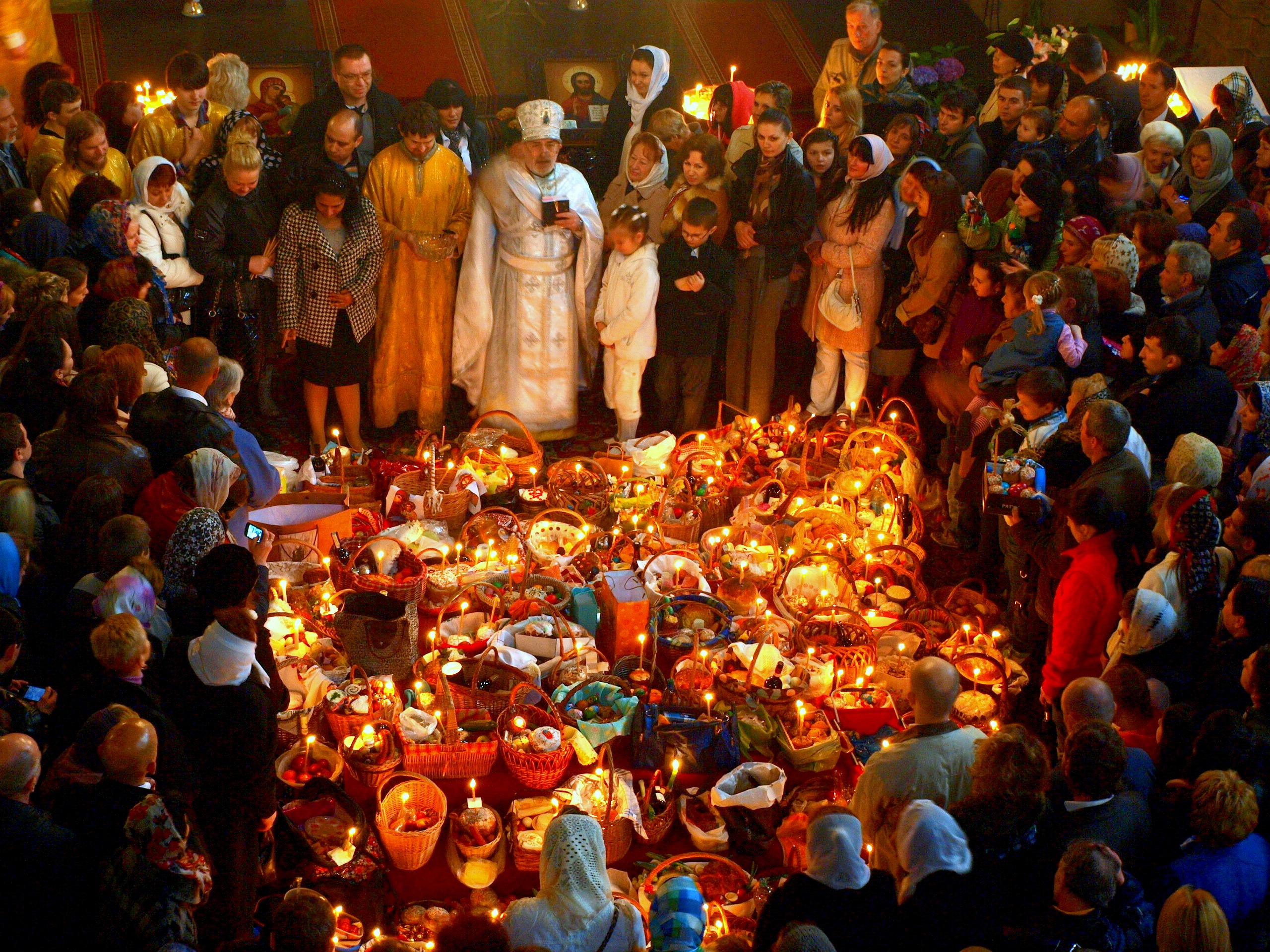
Tradiční svěcení pokrmů na Velikonoce
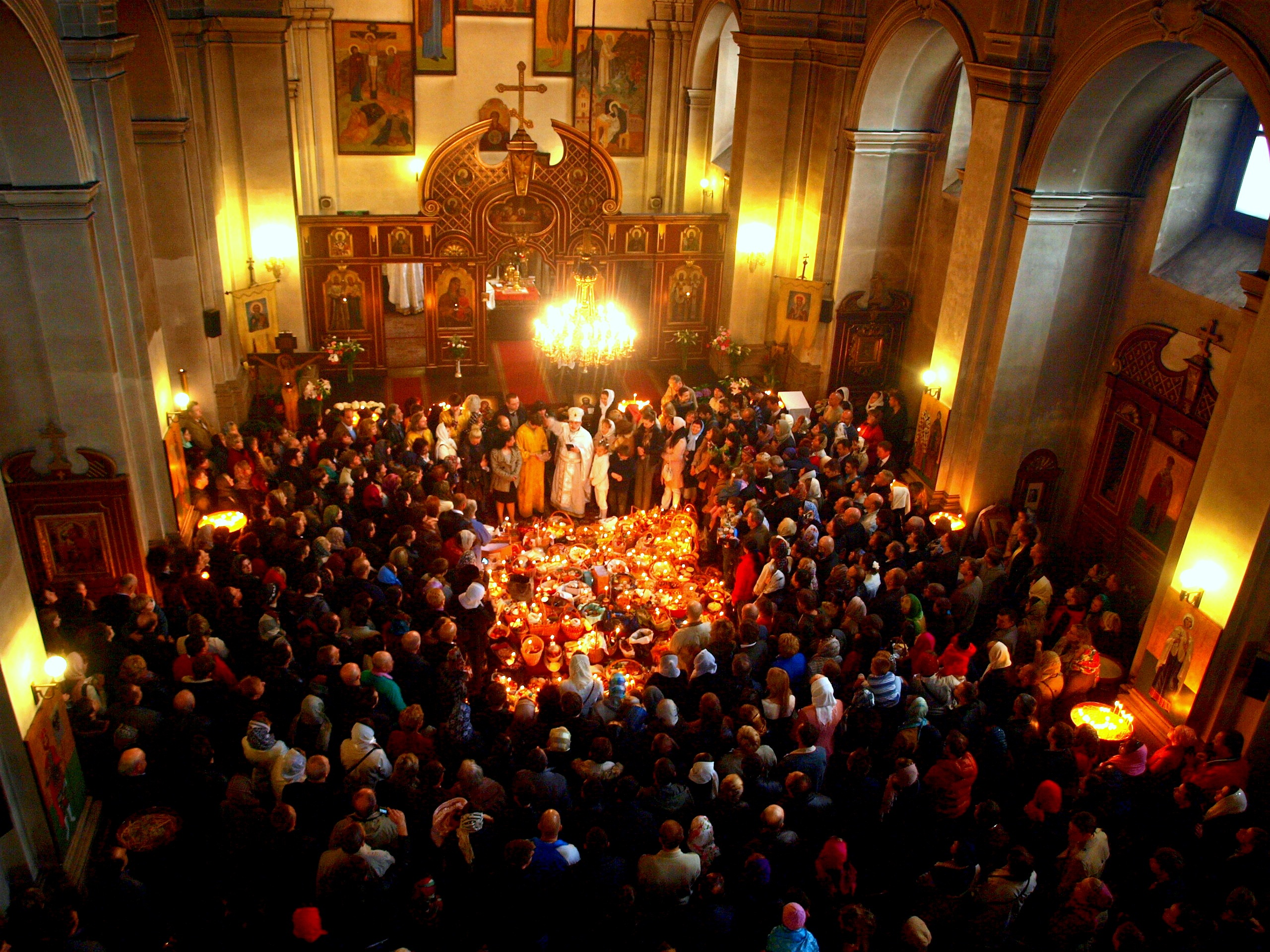
Svěcení pokrmů na Velikonoce
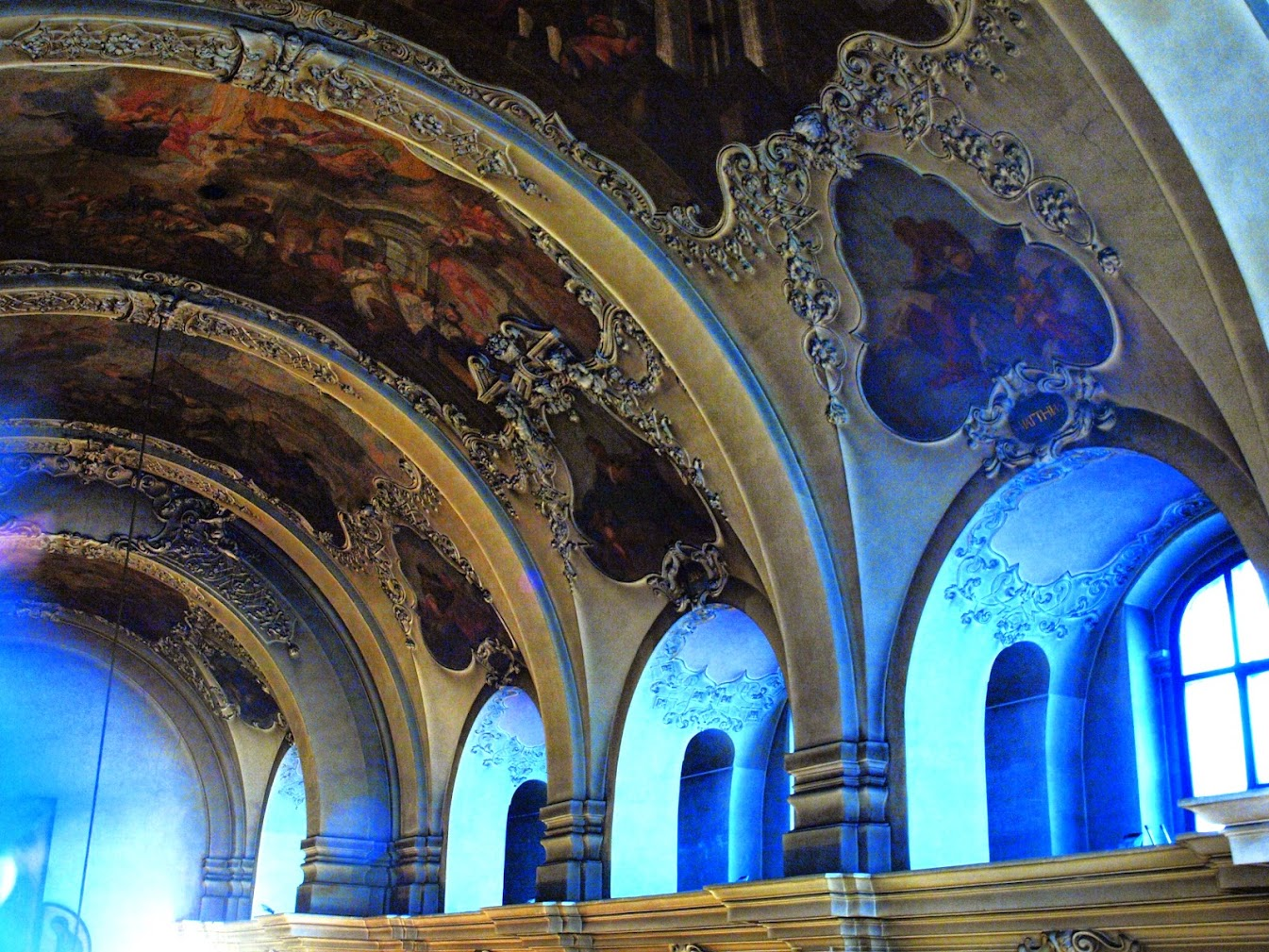
Klenba kostela
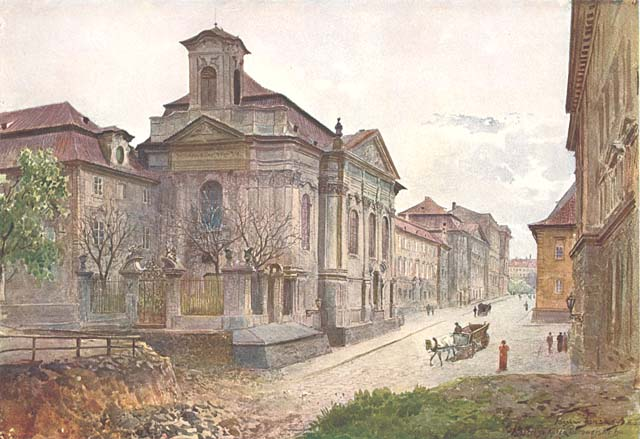
Chrám na malbě Václava Jansy, tehdy ještě kostel sv. Karla Boromejského
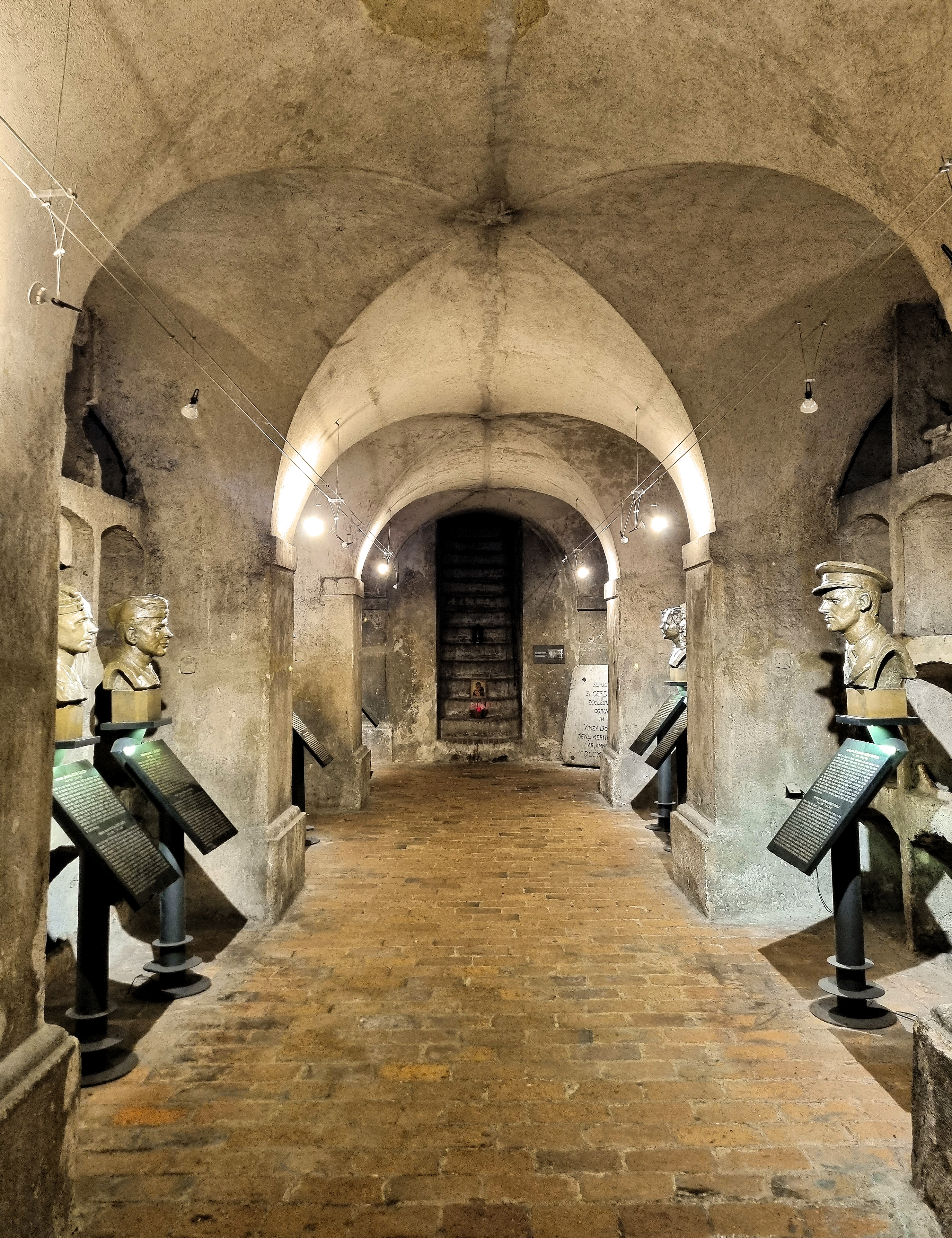
Krypta kostela, Národní památník hrdinů heydrichiády
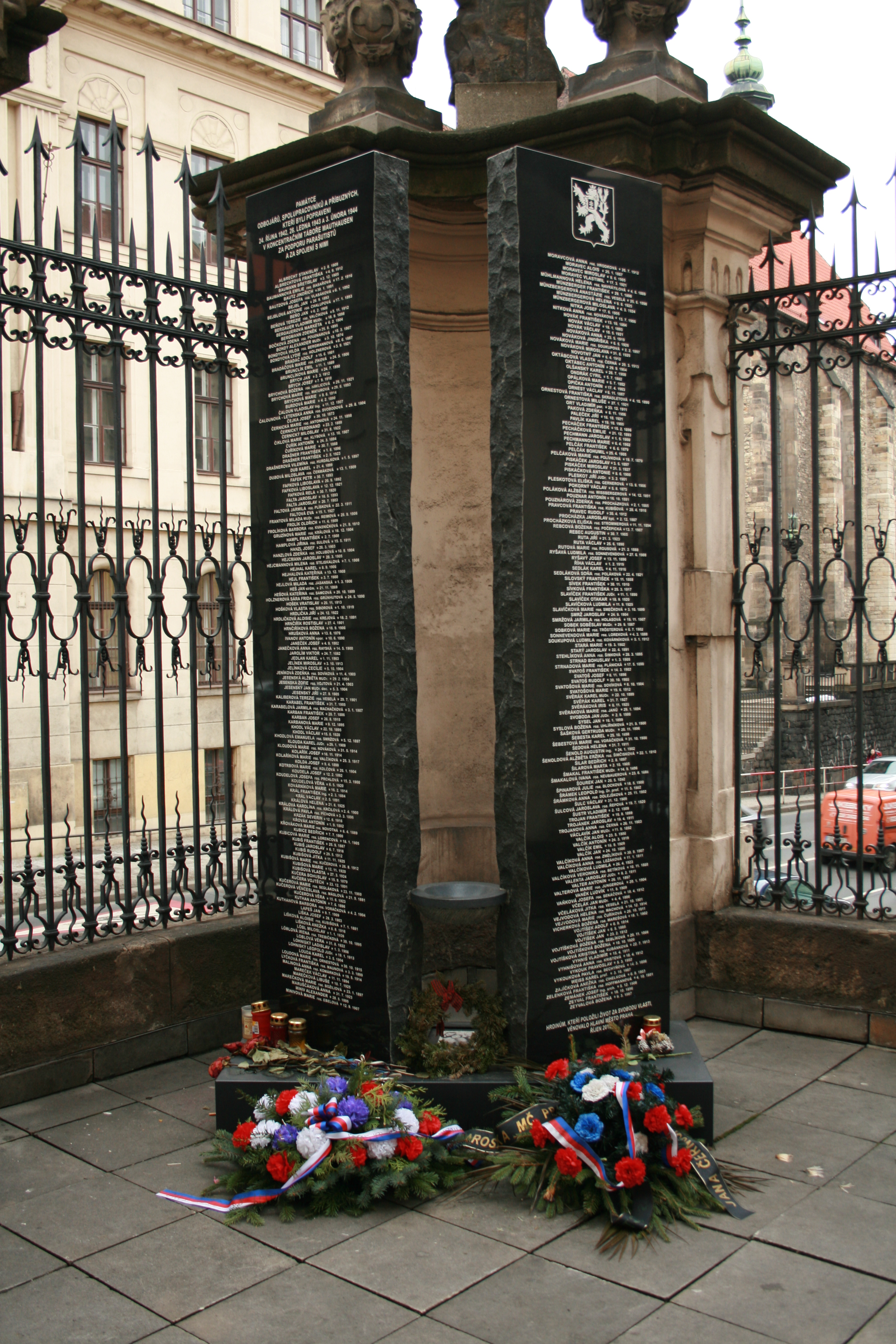
Pomník Obětem 2. světové války na terase kostela
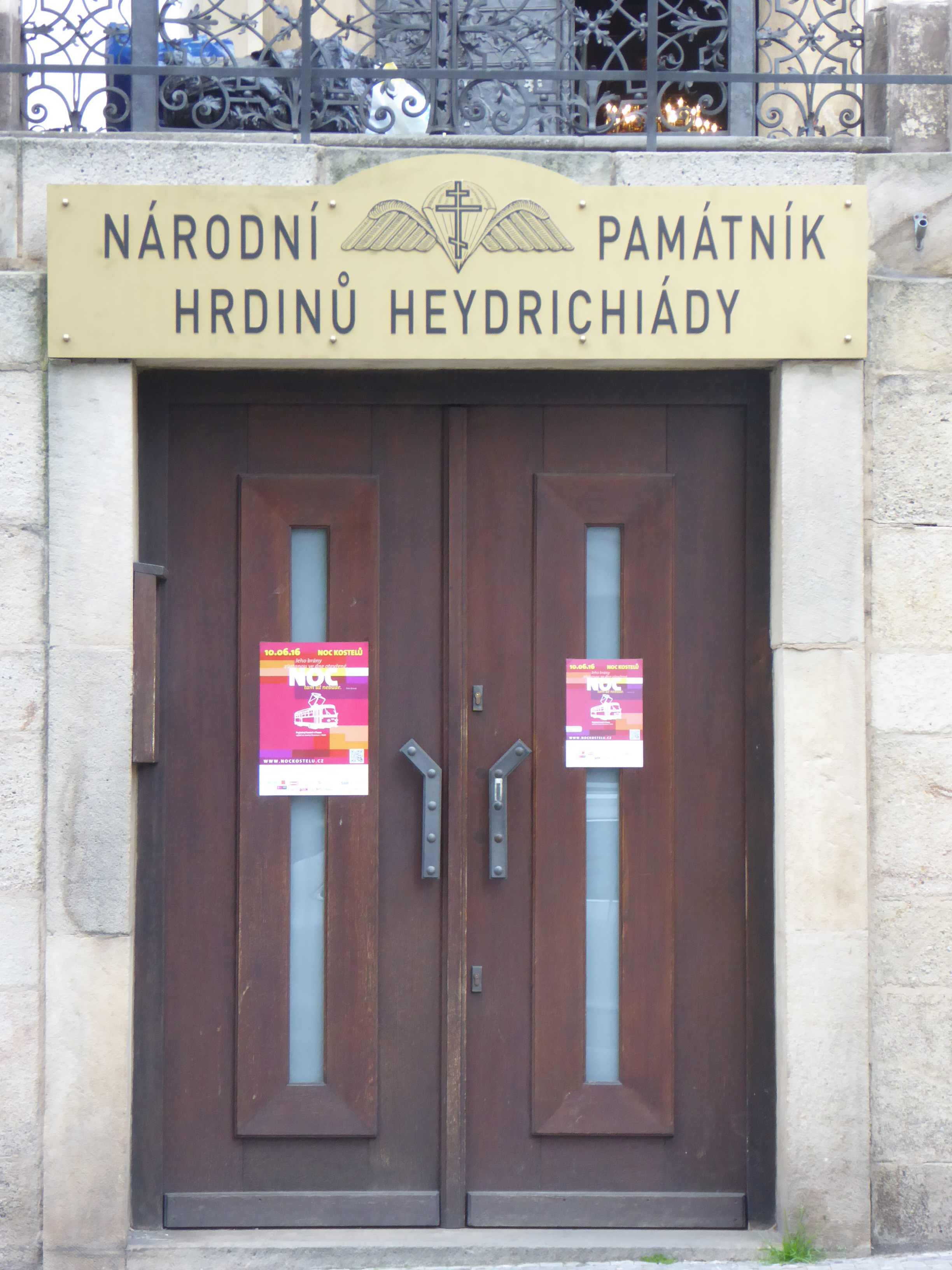
Národní památník hrdinů heydrichiády